# Судацька ВЕС
Судакська ВЕС — вітряна електростанція, розташована на території Судакської міськради (Крим). Найближчі населені пункти — Судак та Прибережне.

## Історія
Діюча станція розташована між мисами Меганом та Рибачим на висоті понад 300 м. Судакська ВЕС розпочала вироблення енергії у лютому 2001 року та розпочалися пуско-налагоджувальні роботи. 22 травня 2002 року державна комісія підписала акт про прийняття в експлуатацію першої та другої черги Судакської ділянки ДП «ДЗЕЗ».
Надалі планується будівництво ще однієї ділянки станції: за 6 км на північний схід — на мисі Толстий на висоті 200 м. Планується нова ділянка у складі 30 одиниць вітроенергоустановок по 300 кВт кожна. Для забезпечення нормальної роботи станції передбачається будівництво електропідстанції 110/10 кВ та лінії електропередач напругою 110 кВ з метою видачі потужності до енергосистеми "КримЕнерго".

## Характеристика
При відкритті ВЕС налічувалося 22 агрегати потужністю 100 кВт кожен, встановлені на двох майданчиках висотою 254 і 358 метрів над рівнем моря, здатні виробляти 2.4 МВт електроенергії за годину. Потім було встановлено 32 вітроустановки потужністю 100 кВт кожна. Одна установка виробляє 200-250 квт. годину/рік електроенергії. Річне виробництво електроенергії всією станцією - близько 6-8 тис. МВт/рік. Зараз: 58 типу USW 56-100 загальною потужністю 6.3 МВт.